# Il prigioniero di Zenda (film 1952)
Il prigioniero di Zenda (The Prisoner of Zenda) è un film del 1952 diretto da Richard Thorpe in Technicolor.
È Il quinto film ispirato al romanzo omonimo di Anthony Hope del 1894.

## Trama

Stewart Granger in una scena

Rudolf, erede al trono del regno di Ruritania, sta per essere incoronato. Alla vigilia della sua incoronazione, il duca Michele suo fratellastro gli somministra un potente sonnifero nell'intento di impedire lo svolgersi della cerimonia. Screditando Rudolf come inetto ubriacone, pensa di poter usurpare il trono e di rubargli la principessa Flavia, sua promessa sposa. In quel momento arriva dalla Gran Bretagna un lontano cugino del re, Rodolfo Rassendyll, che gli assomiglia in modo impressionante. Due alti ufficiali, il colonnello Zapt e il capitano Von Talnerheim, fedeli al futuro sovrano, implorano Rassendyll affinché si sostituisca al vero Rudolf nella cerimonia. Intanto, il re viene rapito da Rupert von Hentzau, ufficiale spregiudicato in combutta con il principe Michele, quindi fino a che i suoi fedeli non riusciranno a ritrovarlo e a liberarlo, Rassendyll, nel frattempo incoronato e da tutti (compreso Michele) ritenuto il vero re, dovrà rimanere al suo posto. Hentzau rivela poi a Michele di aver rapito il vero re, che viene quindi imprigionato nel castello di Zenda.
La bellissima principessa Flavia, destinata a sposare il re per motivi dinastici, dapprima rimane disorientata dal cambiamento di carattere di colui che crede sia il re, molto più colto, affabile, signorile, poi finisce per fidarsi di lui, fino ad innamorarsene veramente. Nel frattempo, si cerca il re che si trova prigioniero in una cella sotterranea del castello circondato da un fossato. Rassendyll rifiuta i tentativi di corruzione di Hentzau, che gli propone di eliminare il re e Michele e di governare assieme. L'amante di Michele, madame Antoinette di Mauban, conoscendo i sentimenti del duca verso la principessa Flavia, mossa da gelosia rivela a Rassendyll che il re è prigioniero nel castello di Zenda; in cambio gli chiede di non uccidere il suo amato ma solo di esiliarlo. Rassendyl riesce a penetrare nel castello mentre Antoinette per sviare Hentzau accetta la corte di questo. Michele, che non sa la verità, li sorprende e si scaglia geloso contro Hentzau che lo uccide. Quindi Hentzau cerca di bloccare Rassendyll e i due si affrontano in un terribile duello. Rassendyll viene ferito ma riesce ad abbassare il ponte levatoio e gli uomini di Zapf possono così liberare il sovrano. Hentzau si getta nel fossato e riesce a fuggire scomparendo. Riportato il vero re nella capitale, Rassendyl sta per partire in incognito, ma prima deve rivedere Flavia che è veramente innamorata di lui e le chiede di seguirlo. Flavia, pur con la morte nel cuore, per adempiere ai suoi doveri accetta la separazione e rimane per sposare il vero re.
Zapt e Von Talnerheim accompagnano Rassendyl alla frontiera in un punto nascosto nel bosco, e qui lo salutano con le parole "Arrivederci inglese! Non sempre sono i migliori a regnare!".

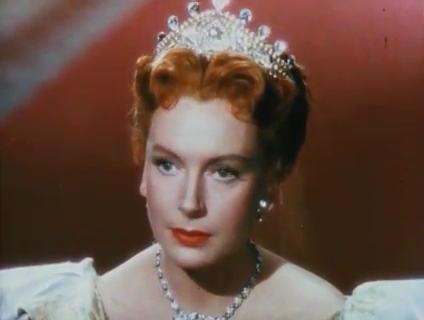
Deborah Kerr interpreta la Principessa Flavia

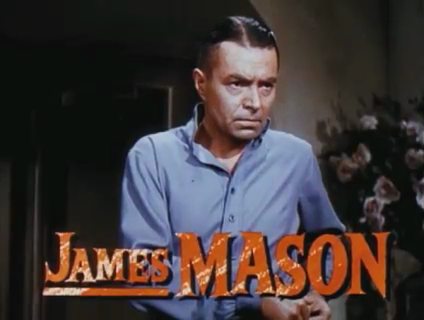
James Mason nel trailer

## Produzione
Il film fu realizzato con grandi mezzi produttivi dalla Metro-Goldwyn-Mayer (MGM) (controlled by Loew's Incorporated). Le riprese durarono dal 4 aprile fino a metà maggio 1952.

## Distribuzione
Distribuito dalla MGM, il film uscì nelle sale cinematografiche statunitensi il 14 novembre 1952 dopo essere stato presentato in prima a New York il 4 novembre e a Los Angeles il 13 novembre.